# Дашицыренова, Сурена Пурбуевна
Суре́на Пурбу́евна Дашицыре́нова (настоящее имя — Дамдин-Сурэн;бур.  Дашасэрэнова Пүрбын Дамдин-Сэрэн; 30 июня 1952, улус Хурамша, Иволгинский район, Бурят-Монгольская АССР — 5 ноября 2013, Улан-Удэ) — российская оперная певица, солистка Бурятского государственного академического театра оперы и балета, заслуженная артистка России (1999).

## Биография
В 1975 году окончила Улан-Удэнское музыкальное училище им. П. И. Чайковского (класс первого бурятского тенора, заслуженного артиста РСФСР Абиды Арсаланова). Затем окончила Новосибирскую государственную консерваторию им. М. И. Глинки (педагог — Сергеевых М. П.).
Партию Арюн-Гохон в опере Маркиана Фролова «Энхэ-Булат Батор» Сурена Дашицыренова исполнила будучи третьекурсницей консерватории в спектакле-творческом отчёте Бурятского театра оперы и балета в Москве и Ленинграде в 1979 году. По окончании консерватории являлась солисткой Бурятского государственного академического театра оперы и балета.
Заслуженная артистка Российской Федерации (1999). Народная артистка Бурятии.

## Театральные работы
- Чио-чио-сан, Тоска и Турандот в одноименных операх Дж. Пуччини
- Виолетта в «Травиате», Леонора в «Трубадуре», Одабелла в «Аттиле» Дж. Верди
- Недда в «Паяцах» Р.Леонкавалло
- Микаэла в «Кармен» Ж.Бизе
- Ярославна в «Князе Игоре» А.Бородина
- Татьяна в «Евгении Онегине» и Иоланта в «Иоланте» П.Чайковского
- Тамара в «Демоне» А.Рубинштейна
- Аида («Аида» — Верди Дж.)
- Дездемона («Отелло» — Верди Дж.)